# Stadler Tramlink
Le Tramlink est un modèle de tramway multi-articulé à plancher surbaissé, produit par Stadler Rail.

## Historique
Le véhicule est développé en 2011 par Vossloh Espagne. Après le rachat de l'usine espagnol Vossloh Espagne en 2016, Stadler a développé, en plus des locomotives, le Tramlink et Citylink qui en 2022, 243 rames ont déjà été commandés et le cumul des options atteint 131 unités.

## Description
Les tramways Tramlink sont disponibles en véhicules unidirectionnels ou bidirectionnels avec différentes largeurs de caisson pour voie standard, voie métrique et pour voie de 900 mm. Ils sont équipés de bogies spéciaux minimisant les nuisances sonores.
Les wagons multi-articulés à cinq ou sept voitures sont constitués des modules d'extrémité entraînés et d'un ou deux modules intermédiaires avec un train de roulement, qui sont chacun reliés à une caisse de voiture sans train de roulement. Malgré les bogies, les véhicules n'ont pas de marches et ont un plancher surbaissé partout. Les carrosseries des voitures sont entièrement en acier inoxydable et répondent à la norme de collision DIN EN 15227.

## Commercialisation
Le véhicule a déjà été vendu en Suisse, en Allemagne, en Autriche, mais aussi en Italie. Pour la Suisse, Genève en a commandé 38 plus 25 options supplémentaires, ils offrent 250 places, Bâle campagne (BLT) 25 (45.5 m de long et 263 places, Berne 28, Zurich (AVA) 8, Lugano FLP 9 et Lausanne 10.
Pour Lausanne (TL), les véhicules ont une longueur de 45 mètres pour une largeur de 2.65 mètres et peuvent transporter 315 passagers,.
En 2019, la compagnie milanaise de transports publics ATM (Azienda Trasporti Milanesi S.p.A.) a signé le 29 septembre 2020 avec Stadler Rail, pour l'achat de 80 tramways de type Tramlink, bidirectionnel, d’une longueur de 25 m et disposant de six portes d’accès, pour un montant de 172,6 millions d’euros.
La compagnie Jenaer Nahverkehr de Jena a commandé en 26 août 2020, 24 rames de tramway, dont huit à cinq éléments et 16 à sept éléments et une option pour la fourniture de 19 rames supplémentaires. Les rames à sept éléments ont une longueur de 42 mètres pour 234 places. Celles qui ont cinq éléments, ont une longueur de 32 mètres pour 174 places. Rappelons que le réseau de tramway de Jena, créé en 1901, comporte huit lignes et dessert 48 stations, pour une longueur de 23,26 km.
Pour le remplacement de ses Düwag MGT6D à plancher bas, Erfurt, la capitale du Land de Thuringe reçoit 14 nouveaux tramways Stadler, avec une longueur de 42,5 m et 248 places dont 102 assises. Une option de 10 tramways supplémentaire est signée.
Le 14 décembre 2021, le ViP Verkehrsbetrieb Potsdam GmbH a signé avec Stadler pour une livraison de 10 tramways, pour une livraison en 2024, avec une option pour 15 véhicules supplémentaires. Un contrat de maintenance est également prévu. Le TRAMLINK peut accueillir jusqu'à 246 personnes dont 74 assises et des prises USB sur les sièges permettent aux passagers de recharger leur téléphone portable.
En mars 2023, la société a signé avec la compagnie Ferrocarrils de la Generalitat Valenciana (FGV), la commande de 16 tramways, avec une option pour 12 véhicules supplémentaires. Le délai de production s'étend sur 32 mois et coûtera environ 84,3 millions d'euros. Les nouveaux tramways à voie métrique de FGV mesurent plus de 45 m de long et 2,4 m de large.
Dans un communiqué du 22 juin 2023, Stadler et Azienda Trasporti Milanesi SpA (ATM) annoncent la signature d'un contrat pour la livraison de 50 tramways TRAMLINK pour la ville de Milan, dont 25 véhicules de capacité moyenne et 25 autres de grande capacité. 14 tramways devraient être livrés en 2026 , . Le premier tram est livré le 20 février 2025 à ATM 